# Helen Dodson Prince
Helen Dodson Prince (1905–2002) est une astronome américaine, pionnière des éruptions solaires, à l'Université du Michigan.
Helen Dodson a reçu la Dean Van Meter fellowship de Goucher en 1932 et le prix d'astronomie Annie J. Cannon en 1954. En 1974, elle reçoit le Faculty Distinguished Achievement Award de l'Université du Michigan,,
,.